# Alfonso Rojas Melquíades
Alfonso Rojas (Jerez de la Frontera, 5 de marzo de 1916 - Madrid, 20 de enero de 1996) fue un actor español.

## Biografía
Con cinco años su familia se traslada a Sevilla, donde cursará el bachiller eclesiástico con los Salesianos, ingresando a los diecisiete años en la Escuela de aprendices de Artillería, en la que estudia delineación. Licenciado del ejército, una vez finalizada la Guerra Civil, marcha a Madrid en busca de trabajo. 
Allí ejercerá diversos oficios, siempre relacionados con el mundo de la escena,  que le permitirán desarrollar sus habilidades artísticas, estableciendo un negocio que denominó Arte y Cultura, y unos años más tarde es contratado como decorador en los estudios cinematográficos de Sevilla Films. 
Su fotogenia y sus dotes naturales de actor favorecieron que se iniciara en el cine con pequeños papeles en películas como Los últimos de Filipinas (1945).
A lo largo de veinticinco años Alfonso Rojas participó en más de un centenar de largometrajes como actor de reparto, destacando en su filmografía las del género western y de aventuras, donde fue un verdadero especialista en las coproducciones internacionales que por aquellas fechas proliferaban en España.
La relación de directores con quienes trabajó es extensa, sin embargo, se prodigó  con una mayor asiduidad con: Ramón Torrado, José María Elorrieta, León Klimovsky, los hermanos Rafael Romero Marchent y Carlos Romero Marchent, Manuel Mur Oti y José Luis Borau. 
Al inicio de la década de los 70 y debido a una dolencia de estómago, deja el cine, y se dedica a la hostelería, dirigiendo un restaurante de su propiedad en la localidad madrileña de Guadarrama, Piquío, muy frecuentado por las gentes del teatro y el cine.
A mediados de los 80, ya jubilado y por motivos de salud, se retira a El Campello, Alicante.
Alfonso Rojas tiene una calle en Jerez, su ciudad natal, que rinde un merecido homenaje a este actor, a propuesta de la asociación cultural Cine-Club Popular de Jerez.

## Filmografía
- Los últimos de Filipinas (1945)
- Fedra (1956)
- Una mujer para Marcelo (1958)
- ¿Dónde vas, Alfonso XII? (1958)
- Salomón y la reina de Saba (1959)
- Rey de reyes (1960)
- Pasa la tuna (1960)
- Fray Escoba (1961)
- Brandy (1964)
- Relevo para un pistolero (1964)
- Bienvenido, padre Murray (1964)
- Crimen de doble filo (1965)
- Mi canción es para ti (1965)
- La carga de la policía montada (1966)
- Mestizo (1966)
- Dos mil dólares para el Coyote (1966)
- Ringo de Nebraska (1966)
- Dinamita Joe (1967)
- Fedra West (1968)
- Uno a uno sin piedad (1968)
- Garringo (1969)
- El valor de un cobarde (1970)
- Reza por tu alma... y muere (1970)
- Reverendo Colt (1970)